# Bubry
Bubry es una comuna francesa situada en el departamento de Morbihan, en la región de Bretaña.

## Demografía
| 3442 | 3040 | 2865 | 2563 | 2445 | 2358 | 2273 |
| Para los censos de 1962 a 1999 la población legal corresponde a la población sin duplicidades (Fuente: INSEE [Consultar]) |      |      |      |      |      |      |